# Paul Emerick
Paul Louis Emerick (Emmetsburg, 24 gennaio 1980) è un ex rugbista a 15 e allenatore di rugby a 15 statunitense il cui ruolo era quello di tre quarti centro; vanta 53 presenze per la propria Nazionale e tre apparizioni in Coppa del Mondo tra il 2003 e il 2011. Nel 2022 è stato allenatore degli American Raptors nel Super Rugby Americas.

## Biografia
Si ritirò dall'attività nell'agosto 2013 a causa di un infortunio a una caviglia non recuperabile occorsogli in occasione del suo ultimo test match disputato con gli Stati Uniti.